# كايو فونسيكا
كايو فونسيكا (بالإنجليزية: Caio Fonseca)‏ هو رسام أمريكي، ولد في 1959.

## وصلات خارجية
- كايو فونسيكا على موقع IMDb (الإنجليزية)
- كايو فونسيكا على موقع ميوزك برينز (الإنجليزية)